# Musophaga rossae
Musophaga rossae е вид птица от семейство Туракови (Musophagidae).

## Разпространение
Видът е разпространен в Ангола, Бурунди, Габон, Замбия, Камерун, Демократична република Конго, Кения, Руанда, Судан, Танзания, Уганда, Централноафриканската република и Южен Судан.